# Pedro Pascal
Pedro Pascal (Santiago, 2 april 1975) is een Chileens-Amerikaans acteur.

## Carrière
Pascal werd geboren in Santiago, Chili en kort na zijn geboorte verliet zijn familie Chili na de militaire coup van Augusto Pinochet. Zijn familie kreeg politiek asiel in Denemarken. Hij groeide op in Orange County en San Antonio, Texas en woont sinds 1993 in New York. Hij studeerde drama aan Tisch School of the Arts.
Pascal begon zijn carrière in televisieseries, zoals Buffy the Vampire Slayer, The Good Wife, Homeland en The Mentalist. Hij is ook verschenen in veel toneelstukken op Broadway en Off-Broadway.
In 2014 had Pascal een terugkerende rol als Oberyn Martell in het vierde seizoen van Game of Thrones. In 2015 speelde hij de rol van de Amerikaanse DEA-agent Javier Peña in de Netflix-serie Narcos. 
In 2017 speelde hij de rol van Agent Whiskey in de film Kingsman: The Golden Circle.
Vanaf 2019 vertolkt Pascal het hoofdpersonage Din Djarin in de televisieserie The Mandalorian op de streamingdienst Disney+. Ook verschijnt dit personage in de televisieserie The Book of Boba Fett. 
In 2020 was hij te zien in de film We Can Be Heroes.
Ook speelt hij sinds 2023 in de verfilming van het videospel The Last Of Us op HBO als het hoofdpersonage Joel Miller.